# Hrabstwo Rains
Hrabstwo Rains – hrabstwo położone w USA, w stanie Teksas, w sąsiedztwie aglomeracji Dallas–Fort Worth. Utworzone 9 lipca 1870 r. Według danych z 2023 roku liczy 12 986 mieszkańców. Siedzibą hrabstwa jest miasteczko Emory.

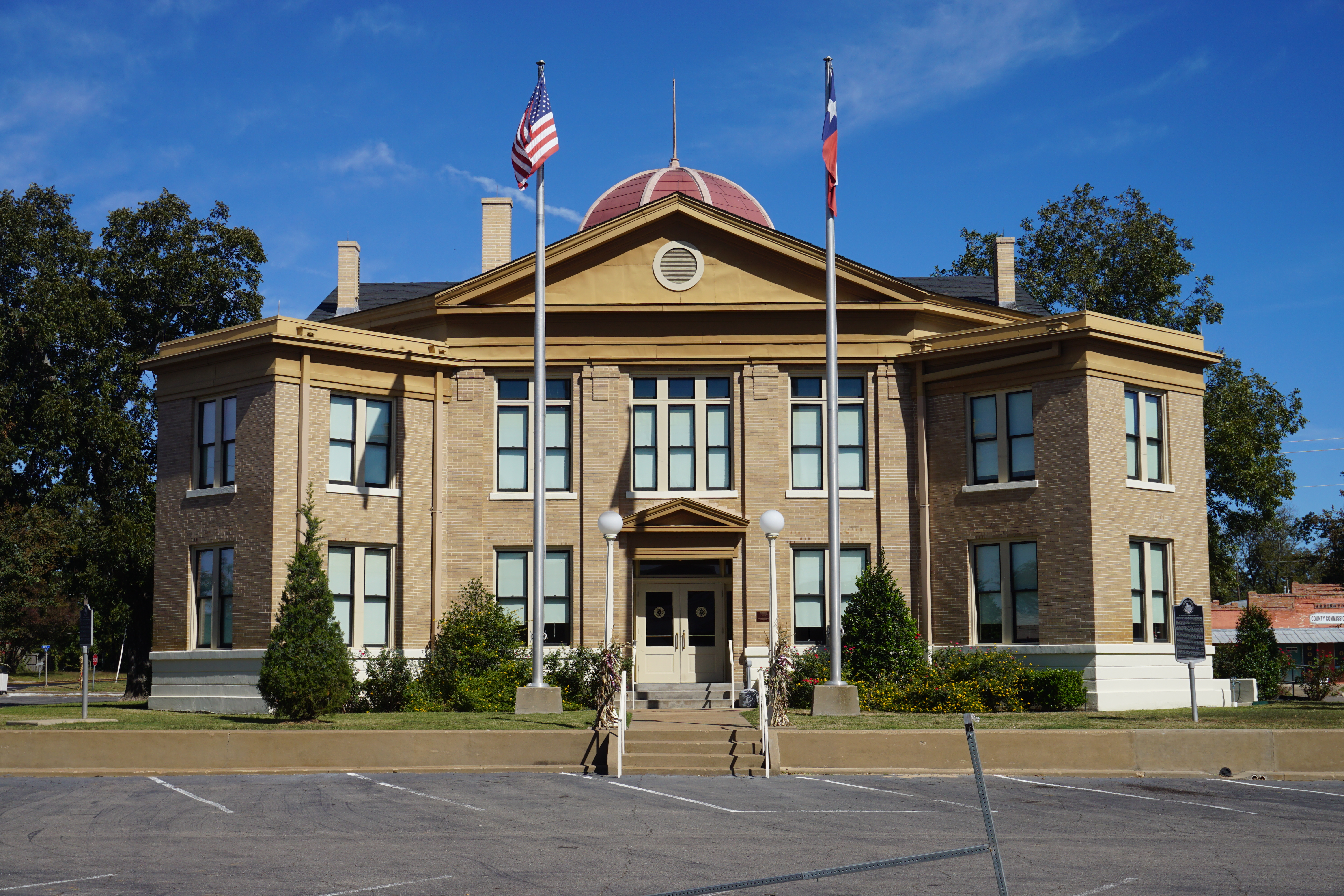
Gmach sądu hrabstwa Rains w Emory

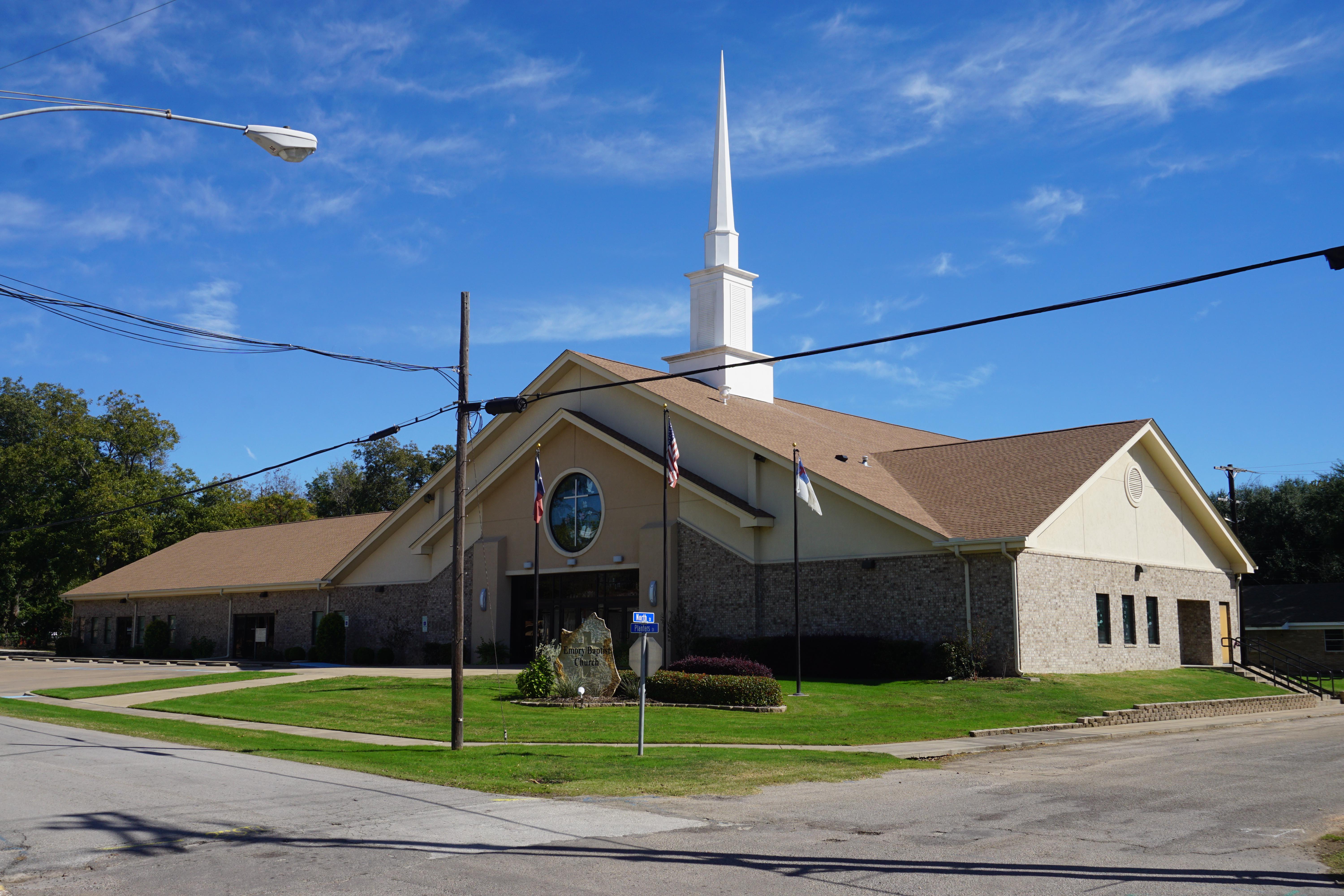
Kościół baptystyczny w Emory

## Geografia
Hrabstwo Rains znajduje się w północno–wschodniej części stanu Teksas, w górnym biegu rzeki Sabine. Jest to jedno z najmniejszych hrabstw w stanie pod względem powierzchni, a ponad 10% jego obszaru zostało zatopione od czasu utworzenia jezior Tawakoni i Fork. Ma łączną powierzchnię 670 km², na którą składa się 590 km² lądu i 75 km² akwenów.

### Sąsiednie hrabstwa
- Hrabstwo Hopkins (północ)
- Hrabstwo Wood (wschód)
- Hrabstwo Van Zandt (południowy zachód)
- Hrabstwo Hunt (północny zachód)

### Miasta
- East Tawakoni
- Emory
- Point

### Drogi główne
- U.S. Highway 69
- State Highway 19
- State Highway 276

## Gospodarka
Średni dochód gospodarstwa domowego (dane z 2022) w hrabstwie wynosi 60 291 dolarów, zaś dochód na mieszkańca 36 069 dolarów. 13,9% mieszkańców żyje poniżej relatywnej granicy ubóstwa.

## Demografia
Według danych pięcioletnich z 2022 roku, 90,6% mieszkańców stanowili biali (83,4% nie licząc Latynosów), 9,8% to Latynosi, 2,7% to czarni lub Afroamerykanie, 2,5% było rasy mieszanej, 0,9% stanowiła rdzenna ludność Ameryki i 0,8% deklarowało pochodzenie azjatyckie.

## Religia
Według raportu z 2020 roku, około 10% mieszkańców (ponad tysiąc osób) to konserwatywni mennonici, co jest najwyższym odsetkiem w stanie Teksas. 